# Jocs Olímpics d'Hivern de 1940
Els Jocs Olímpics d'Hivern de 1940, oficialment Jocs de la V Olimpíada, havien de ser els jocs que s'havien de disputar a la ciutat de Sapporo (Japó) l'any 1940. A conseqüència de la Segona Guerra Sinojaponesa (1937-1945) foren cancel·lats.

## Antecedents
En la 36a Sessió del Comitè Olímpic Internacional, celebrada el 9 de juny de 1937 a Varsòvia (Polònia) es va escollir la ciutat de Sapporo com a seu dels Jocs Olímpics d'hivern de 1940. Aquesta competició s'havia de celebrar entre els dies 3 i 12 de febrer de 1940.

## Voluntat de celebrar-se
Davant la renúncia l'any 1938 a la realització d'aquests Jocs, juntament amb els Jocs Olímpics d'Estiu de 1940 que s'havien de realitzar a Tòquio, per part del Comitè Olímpic japonès a conseqüència de la Segona Guerra Sinojaponesa, el Comitè Olímpic Internacional (COI) decidí en una reunió extraordinària realitzada el 15 de juliol de 1938 la celebració dels Jocs a la ciutat de Sankt Moritz (Suïssa). Aquesta ciutat ja havia estat seu dels Jocs Olímpics d'Hivern de 1928, per la qual cosa presentava totes les condicions idònies per a realitzar-s'hi els Jocs. Finalment, però, a conseqüència de les divergències organitzatives entre els Comitè Olímpic suís i el Comitè Olímpic Internacional els Jocs foren novament cancel·lats.
Amb la voluntat de celebrar els Jocs, els COI en la 28a Sessió realitzada a Londres (Regne Unit) el 9 de juny de 1939 decidí per unanimitat concedir la celebració d'aquests Jocs a la ciutat de Garmisch-Partenkirchen (Alemanya), la qual ja havia acollit l'edició de 1936. Amb la invasió de Polònia per part d'Alemanya l'1 de setembre de 1939, que donà inici a la Segona Guerra Mundial, els Jocs foren finalment suspesos.